# Lierbyen
Lierbyen è un villaggio della Norvegia, situato nella municipalità di Lier, nella contea di Buskerud.